# Unione Sportiva Avellino 1912
L'Unione Sportiva Avellino 1912, meglio nota come Avellino, è una società calcistica italiana con sede nella città di Avellino. Milita in Serie B, la seconda divisione del campionato italiano di calcio.
La prima squadra di calcio cittadina fu fondata il 12 dicembre 1912. Il club, nella sua lunga tradizione sportiva che ha visto fallimenti e rifondazioni, ha al suo attivo dieci stagioni in Serie A, categoria in cui ha militato ininterrottamente dal 1978 al 1988. Occupa la 50ª posizione nella graduatoria della tradizione sportiva FIGC ed il 43º posto nella classifica perpetua della Serie A dal 1929. I colori sociali dal secondo dopoguerra sono il bianco e il verde, ha come simbolo il lupo e disputa le gare interne allo stadio Partenio-Adriano Lombardi.
Dichiarata fallita nel 2010 dal Tribunale Civile di Avellino, è stata radiata dalla Federcalcio l'11 febbraio 2011.
Covisoc e in seguito a questi eventi, dopo la presentazione di alcune cordate imprenditoriali presso il Comune di Avellino, è nata la società Avellino Calcio.12 Società Sportiva Dilettantistica, che poi nel giugno del 2010 ha assunto la denominazione Associazione Sportiva Avellino 1912. Il 15 giugno 2015 la società ha annunciato il ritorno del vecchio logo e della vecchia denominazione Unione Sportiva Avellino, con l'aggiunta finale del 1912.
Il 12 luglio 2018 la Covisoc nega alla società la licenza per il campionato di Serie B 2018-2019, decisione poi confermata dai ricorsi alla FIGC e al collegio di garanzia dello sport del CONI. Il 7 agosto 2018 il TAR del Lazio rigetta l'istanza di sospensione cautelare del provvedimento di esclusione della squadra dal campionato cadetto, decisione poi confermata dalla sentenza del settembre 2018. A seguito di ciò viene fondata una nuova società denominata Calcio Avellino Società Sportiva Dilettantistica, la quale il 15 giugno 2019 riprende la denominazione U.S. Avellino 1912.

## Storia

### Dalle origini agli anni 1960

La squadra nella stagione 1940-1941.

Dopo un'assemblea delle società federali tenutasi il 31 agosto 1912, alla quale partecipa per la prima volta l'Associazione Sportiva Avellinese, il 12 dicembre 1912 viene fondata l'Unione Sportiva Avellino, che sùbito partecipa a tornei minori non ufficiali, con una divisa non ancora biancoverde.
Il primo presidente è Alfonso Di Marzo Capozzi, proprietario di miniere di zolfo. Nella stagione 1929-1930 disputa il campionato di Terza Divisione Campana, scontrandosi con nobili decadute del calcio italiano come il Savoia (che solo pochi anni prima - era il 1924 - aveva sfiorato lo scudetto venendo eliminata solo nella finalissima dal Genoa). L'annata è positiva e, complice il quarto posto nel girone finale campano, la società irpina viene ammessa in Seconda Divisione Campana. Gli irpini continuano a risalire la china, venendo promossi prima in Prima Divisione Campana e poi in Serie C al termine della seconda guerra mondiale.
A contribuire alla scalata è la decisione della Federazione di ingrandire in maniera spropositata la Serie C, ammettendovi 192 squadre nella stagione 1945-1946, tra cui l'Avellino come società ospite e in quanto tale non avente diritto alla promozione. Al termine della stagione l'Avellino, insieme alle altre società ospiti, fu ammesso a pieno titolo in Serie C, ampliata a 266 squadre e strutturata su diciotto gironi gestiti da tre leghe interregionali. Nella stagione 1946-1947 la squadra non ha problemi a salvarsi, ma nel terzo anno la permanenza è resa difficile da una riforma dei campionati voluta dalla FIGC per ridurre i gironi della Serie C da 18 a 3; ciò fa sì che nei tre gironi della Lega Interregionale Sud si salvino solo le prime classificate oltre a due ulteriori squadre da individuare attraverso un girone di qualificazione tra le tre seconde classificate; l'Avellino fallisce l'obiettivo chiudendo terzo, ma il Caso Napoli, aumentando i gironi da 3 a 4, gli apre comunque le porte della permanenza in Serie C. Proprio il 23 febbraio 1947 indossa per la prima volta la maglia biancoverde, che da quel derby contro il Benevento non abbandonerà più.
Ottenuto l'ingresso nella Lega Nazionale la squadra viene rinforzata e nel campionato successivo lotta fino all'ultimo per la promozione in un testa a testa con il Catania; terminato il campionato in ex aequo, gli irpini vinsero lo spareggio per 1-0, ma, a causa di un sospetto caso di corruzione, l'Avellino perse la promozione in serie B e si vide retrocesso in Promozione. Per i campani, tuttavia, nel 1950 arriverà un'amnistia con il conseguente ripescaggio.
Precipitato di nuovo in Promozione al termine del campionato 1950-1951, l'Avellino riuscì a qualificarsi al nuovo campionato di IV Serie, istituito con la riforma che rese la Serie C un campionato a girone unico, e nella stagione 1952-1953 sfiorò la promozione in terza serie: vinto il girone G battendo nello spareggio per il primo posto il Colleferro, nel girone di semifinale la promozione sfumò solo a causa della sconfitta nello spareggio con l'ex aequo Carbosarda. Nei campionati successivi la compagine irpina non riuscì a vincere il proprio girone, ma al termine della stagione 1958-1959, chiusa al terzo posto nel girone H, fu comunque ammessa alla Serie C allargata a tre gironi per motivi di rappresentanza geografica. Negli anni sessanta l'Avellino militò in Serie C, fatta eccezione per le stagioni 1961-1962 e 1963-1964 disputate in Serie D e conclusesi con l'immediato ritorno in terza serie.

### Dagli anni 1970 agli anni 1990

Il tagliando della partita che valse la prima, storica, promozione in Serie A, -Avellino.

(Gianni Brera, La Domenica Sportiva, 1980)

#### La prima storica promozione in Serie B
Mentre la squadra vaga tra la Serie C e la Serie D, l'Unione Sportiva Avellino si trasforma da S.r.l. a S.p.A., precisamente il 5 luglio 1968. Il salto di qualità avviene nella stagione 1972-1973, dove in seguito a un testa a testa con il Lecce, l'Avellino viene promosso in Serie B. Con Antonio Sibilia presidente e Antonio Giammarinaro allenatore, in questa stagione l'Avellino batte molti record: punteggio finale di 62 punti (fin allora mai ottenuto da nessuna squadra di C), 64 reti segnate, solo 18 reti subite, neanche una sconfitta in casa, dieci vittorie in trasferta, primato di incasso per la Serie C con 47.997.000 lire nella gara casalinga contro il Lecce terminata 1-0 con gol su rigore di Bruno Nobili.

#### La promozione in Serie A e il decennio nella massima serie

Una formazione dell'Avellino 1977-1978, terzo classificato in Serie B e promosso per la prima volta in A.

Dopo cinque anni nella serie cadetta nella stagione 1977-1978 gli irpini riescono ad approdare in Serie A sotto la presidenza dell'imprenditore e politico Arcangelo Iapicca di Mirabella Eclano e la guida tecnica dell'allenatore Paolo Carosi, vincendo all'ultima giornata a Marassi contro la Sampdoria per 1-0, rete di Mario Piga. L'Avellino approda in Serie A e inizia un'era che, da un punto di vista sportivo, darà tanto alla città e alla sconosciuta provincia meridionale.
Negli anni della A si alternano momenti di entusiasmo a soffertissime salvezze. L'Avellino resta in Serie A per dieci stagioni consecutive e raggiunge l'ottavo posto nel 1987, che resterà il miglior piazzamento di sempre.

Un'acrobazia di Barbadillo, contrastato da Baresi, in un Partenio gremito per Avellino – Milan 4-0 dell'11 settembre 1983.

Nel decennio 1978-1988 l'Avellino si toglie notevoli soddisfazioni battendo squadre del calibro di Juventus, Inter e Milan. Nell'estate del 1986 si aggiudica inoltre il Torneo Estivo, organizzato dalla Lega Calcio tra le dodici squadre di serie A non partecipanti alle semifinali di Coppa Italia.
Il momento più difficile si ha nella stagione 1980-1981, in seguito alla penalizzazione di 5 punti a causa del calcio scommesse, e al tragico evento del terremoto del 23 novembre 1980. Uno dei testimoni della tragedia, il difensore Salvatore Di Somma, ricorda l'atmosfera di quei giorni:
La squadra, tuttavia, riuscirà a salvarsi all'ultima giornata grazie a un pareggio casalingo contro la Roma (1-1), rete decisiva di Massimo Venturini.

L'Avellino ottavo classificato nel campionato di Serie A 1986-1987, tuttora il miglior piazzamento degli irpini in massima serie.

Durante questi anni transitano per Avellino tanti futuri campioni e giocatori già affermati, come gli irpini Pasquale Casale (primo irpino a debuttare in serie A con la maglia dell'Avellino) e Fernando De Napoli, Stefano Tacconi, Ottorino Piotti, Andrea Carnevale, Luciano Favero, Beniamino Vignola, Gerónimo Barbadillo, Ramón Díaz, lo storico capitano Adriano Lombardi, Juary, José Dirceu, Angelo Colombo, Walter Schachner, Franco Colomba (allenatore dei lupi nella stagione 2005-2006), Paolo Beruatto, Vincenzo Romano, Angelo Alessio, Gian Pietro Tagliaferri, Alessandro Bertoni e allenatori come Vinicio, Eugenio Bersellini, Rino Marchesi, Antonio Angelillo, Tomislav Ivić e Ottavio Bianchi. Sono gli anni della cosiddetta Legge del Partenio, con la quale i Lupi riescono a inanellare nove salvezze consecutive in massima serie costruendole soprattutto tra le mura amiche.

#### Il ritorno in Serie B
Il sogno irpino finisce nella stagione 1987-1988. I lupi arrivano penultimi a -1 dalla salvezza e scendono in B insieme all'Empoli, non riuscendo quindi nemmeno ad approfittare del fatto che quell'anno le retrocessioni erano due anziché tre per il concomitante allargamento della serie A da 16 a 18 squadre.
Ai fallimenti sportivi succedono le disastrose vicissitudini societarie. Nell'estate del 1988 l'Avellino corre il serio rischio di non potersi iscrivere alla Serie B e riesce a evitare il fallimento in extremis dopo che la proprietà del club viene rilevata dalla Bonatti, società satellite della Parmalat di Calisto Tanzi e il presidente della società è Pierpaolo Marino. Nonostante le vicissitudini estive, per la stagione 1988-1989 viene allestita una squadra competitiva tanto da sfiorare la promozione in Serie A, chiude infatti settima in classifica a tre punti dall'ultima delle promosse.
Le stagioni seguenti di Serie B, 1989-1990 e 1990-1991, sono deludenti al punto che l'Avellino evita la retrocessione in C1 per un solo punto nel 1990 e per la classifica avulsa nel 1991 (ai danni della Salernitana).

#### La caduta in Serie C

La rosa biancoverde che ottenne il ritorno in Serie B al termine dei play-off 1994-1995

Dopo aver fallito per tre stagioni di fila il ritorno in Serie A, Pierpaolo Marino decide di lasciare l'incarico a Gaetano Tedeschi. Per le sorti dell'Avellino non cambia nulla: arriva, infatti, la retrocessione in serie C1 (ultimo posto in serie B) con l'allenatore Ciccio Graziani nel 1992.
Dopo due anni negativi in Serie C1, 1992-1993 e 1993-1994, nel 1994 la famiglia Sibilia, dapprima con il figlio Cosimo e poi con lo stesso Antonio Sibilia, torna alla presidenza e conquista subito la promozione in Serie B ai play-off contro il Gualdo il 24 giugno 1995.
A nulla servono le 19 reti di Pasquale Luiso nella Serie B 1995-1996: i lupi giungono terzultimi e tornano in serie C1.
Vi restano per sette stagioni, nelle quali più volte la società rischia il fallimento.
Nel 1999 girano alcune voci sul possibile acquisto della società da parte di Silvio Berlusconi, il quale smentisce associando l'Avellino alla Patagonia, provocando la replica infastidita delle istituzioni cittadine.

### Anni 2000: L'altalena tra Serie C e Serie B
Il definitivo addio di Sibilia, nell'estate del 2000, permette al duo Massimo Pugliese-Aniello Aliberti di rilevare il club biancoverde.
Nella stagione di Serie C1 2000-2001 la squadra riesce a conquistare i play-off ma ne viene eliminato alle semifinali dal Catania. La società è allo sbando dopo il solo girone di andata; alla fine la spunta Pasquale Casillo, ex patron del "Foggia dei miracoli", che ne sale ai vertici.

#### Promozione in Serie B 2002-2003
Nella stagione 2002-2003, con la proprietà di Pasquale Casillo e la Presidenza dell'Avvocato avellinese Nicola Iannarone, l'Avellino vince il campionato con 69 punti e torna nei cadetti. I protagonisti di questo campionato vinto sono il capitano Simone Puleo, il portiere Domenico Cecere, Raffaele Biancolino, Luigi Molino, e l'allenatore Salvatore Vullo.
Ma, dal punto di vista societario, continuano le problematiche: quelli della gestione Casillo sono due anni di fortissima tribolazione. Casillo viene coinvolto in un procedimento giudiziario, avviato da una denuncia di Aliberti e ne fa spese il calcio, con l'Avellino che arriva a un passo dal fallimento e la Salernitana di Aliberti che scompare solo due anni dopo.
La gioia per la promozione in B è, così, subito cancellata. Dopo appena un anno, con Zdeněk Zeman in panchina (nell'anno della B a 24 squadre), nell'estate del 2004 arriva la retrocessione in C1. Uniche note liete della stagione sono le 15 reti del bielorusso Vitali Kutuzov e la vittoria in rimonta contro i rivali salernitani per 2-1 con le reti ai minuti 89° e 91° del capocannoniere irpino.

#### Promozione in Serie B 2004-2005
Nell'estate del 2004 cambia ancora proprietà. La società è rilevata dai fratelli Pugliese, con in panchina Antonello Cuccureddu, sostituito poi da Francesco Oddo, che guida la squadra nella stagione di Serie C1 2004-2005 alla promozione in B grazie alla vittoria del 19 giugno 2005 per 2-1 contro il favoritissimo Napoli nella finale dei play-off grazie alle reti di Raffaele Biancolino e del terzino bomber Vincenzo Moretti.
Nella stagione di Serie B 2005-2006 l'Avellino, piazzatosi al quartultimo posto, è nuovamente retrocesso in Serie C1 dopo la disputa del play-out con l'AlbinoLeffe. La partita di andata, giocata a Perugia il 3 giugno 2006 per la squalifica del campo dei campani, è terminata con la vittoria per 2-0 dell'Albinoleffe, mentre il ritorno, disputatosi a Bergamo il 7 giugno 2006, ha visto l'inutile vittoria dell'Avellino per 3-2.

#### Promozione in Serie B 2006-2007
Nel campionato di Serie C1 2006-2007 l'Avellino centra subito la promozione in Serie B. Infatti nonostante i due punti di penalizzazione la squadra si classifica seconda dietro il Ravenna e accede ai play-off. Poco prima della fine della stagione regolamentare la società esonera l'allenatore Giuseppe Galderisi sostituendolo con Giovanni Vavassori. L'Avellino passa il 1º turno contro il Taranto (1-0 per il Taranto all'andata; 1-0 per l'Avellino al Partenio con rete di Vincenzo Moretti nel finale) e nella finale supera il Foggia ribaltando la sconfitta dell'andata (0-1) con i gol di Rivaldo (allo scadere del tempo regolamentare), Evacuo e Biancolino.
Il successivo campionato di Serie B 2007-2008 vede ancora una volta una stagione difficoltosa per la squadra irpina che, dopo un tormentato precampionato con l'addio di ben due allenatori, Giovanni Vavassori e Maurizio Sarri, viene affidata all'allenatore aretino Guido Carboni il quale tuttavia nel marzo del 2008 paga con l'esonero gli scarsi risultati raggiunti, rimpiazzato dal giovane allenatore Alessandro Calori. Nonostante l'arrivo del nuovo tecnico e qualche risultato positivo (3-1 in casa contro la sorpresa Pisa), la squadra irpina retrocede classificandosi quartultima con un distacco troppo elevato da chi la precede per poter disputare i play-out.

#### Retrocessione, fallimento e ripartenza dalla Serie D
Malgrado l'avvenuta retrocessione in Serie C, gli irpini vengono ripescati per via della mancata ammissione del Messina, non iscritta per carenza di fondi necessari a completare l'iscrizione, partecipando così alla stagione di Serie B 2008-2009. Tuttavia, la stagione si rivela ancora più difficile della precedente. Con la temporanea penalizzazione di tre punti (che scenderanno a due a metà campionato dopo vari ricorsi) la squadra dell'esordiente Giuseppe Incocciati si porta a -1 in classifica realizzando solo due punti nelle prime sette partite. La serie di risultati negativi porterà all'esonero di Incocciati, sostituito da Salvatore Campilongo. Quest'ultimo, grazie anche ai goal di Ferdinando Sforzini, arrivato a gennaio dal Grosseto, riuscirà a ridare gioco e punti alla squadra che però, anche a causa degli importanti e lunghi infortuni (Babú, De Zerbi e lo stesso Sforzini), non riuscirà a evitare la retrocessione in Lega Pro Prima Divisione con una giornata d'anticipo, venendo sconfitto sul campo del Modena per 2-1.
Terminata la stagione 2008-2009, il 2 giugno 2009 arriva il comunicato ufficiale sul sito internet della società in cui l'amministratore unico Massimo Pugliese conferma la volontà di vendere il club a titolo gratuito; decisione questa, presa subito dopo aver appurato dalla Società l'esistenza di dodici milioni di euro di debiti. Nessun imprenditore, però, è stato disposto a rilevare la società irpina causando la mancata iscrizione al Campionato di Lega Pro Prima Divisione: l'US Avellino, pur riuscendo temporaneamente a evitare il fallimento (poi comunque intervenuto nell'ottobre del 2010), mancò l'iscrizione al campionato a causa del parere negativo della Co.Vi.Soc.
La mattina del 10 luglio 2009 la società irpina abbandona il calcio professionistico. Nella sala consiliare del Comune di Avellino il prefetto Blasco, l'assessore alla Cultura Salvatore Biazzo e il sindaco Giuseppe Galasso annunciano davanti a un folto gruppo di tifosi e giornalisti il fallimento di tutte le trattative da loro intavolate con oltre quindici imprenditori per l'acquisizione della società. La somma debitoria, ammontante a circa 4 milioni e 200000 euro, ha fatto desistere tutti i papabili presidenti portando di fatto l'Unione Sportiva Avellino 1912 alla mancata iscrizione al campionato di Lega Pro Prima Divisione. Il 23 luglio 2009 la società, presieduta ancora dai fratelli Pugliese, rilascia un comunicato stampa ufficiale in cui si fa presente dell'avvenuta richiesta di iscrizione al campionato di Serie D presso la FIGC e la Lega Nazionale Dilettanti. Il 10 agosto, tra le cinque cordate interessate all'iscrizione del nuovo Avellino alla serie D, la spunta quella capitanata dal biologo irpino Walter Taccone.
La nuova società viene iscritta al girone I del campionato dilettanti 2009-2010 con la denominazione Avellino Calcio.12 S.S.D. grazie all'art.52 comma 10 delle Norme organizzative interne della FIGC.
Fallito il tentativo di iscrivere la propria squadra in D, Massimo Pugliese decide di iscrivere l'Unione Sportiva Avellino 1912 in Terza Categoria. La sua richiesta di iscrizione, inizialmente accettata per la partecipazione ai campionati giovanili, viene respinta il 16 settembre 2009 dal Comitato provinciale della Lega Dilettanti.
Il 29 maggio 2010 il logo della società - pignorato da Equitalia - finisce all'incanto.
La società viene ufficialmente radiata dalla Federcalcio l'11 febbraio 2011, dopo essere già stata dichiarata fallita dal Tribunale Civile di Avellino. Il 21 marzo 2013 a seguito dell'asta fallimentare indetta dal tribunale di Avellino viene rilevato il logo e la denominazione dell'U.S. Avellino S.P.A. dallo storico ultrà Mario Dell'Anno che riesce a battere la concorrenza del presidente dell'A.S. Avellino, Walter Taccone, di Ciro Picone e Rocco Guerriero.
La squadra ha esordito nelle competizioni agonistiche prendendo parte alla Serie D, precisamente nel girone I, sotto la guida tecnica di Francesco D'Arrigo. Dopo un avvio con sole tre vittorie nelle prime dodici giornate la squadra venne affidata a Salvatore Marra, con il quale il rendimento migliorò: la squadra ottenne nove vittorie consecutive nel girone di ritorno.
Conclusa la stagione regolare al 5º posto a pari merito con la Rossanese, la formazione irpina ha strappato a quella calabrese la qualificazione ai play-off, prevalendo per 1-0 nello spareggio, e ha proseguito il suo cammino sconfiggendo in semifinale il Trapani per 2-1 (d.t.s.) in trasferta; giunta in finale la squadra si è però dovuta arrendere in casa della Vigor Lamezia, impostasi per 1-0.

### Anni 2010

#### Il ripescaggio in Lega Pro Seconda Divisione

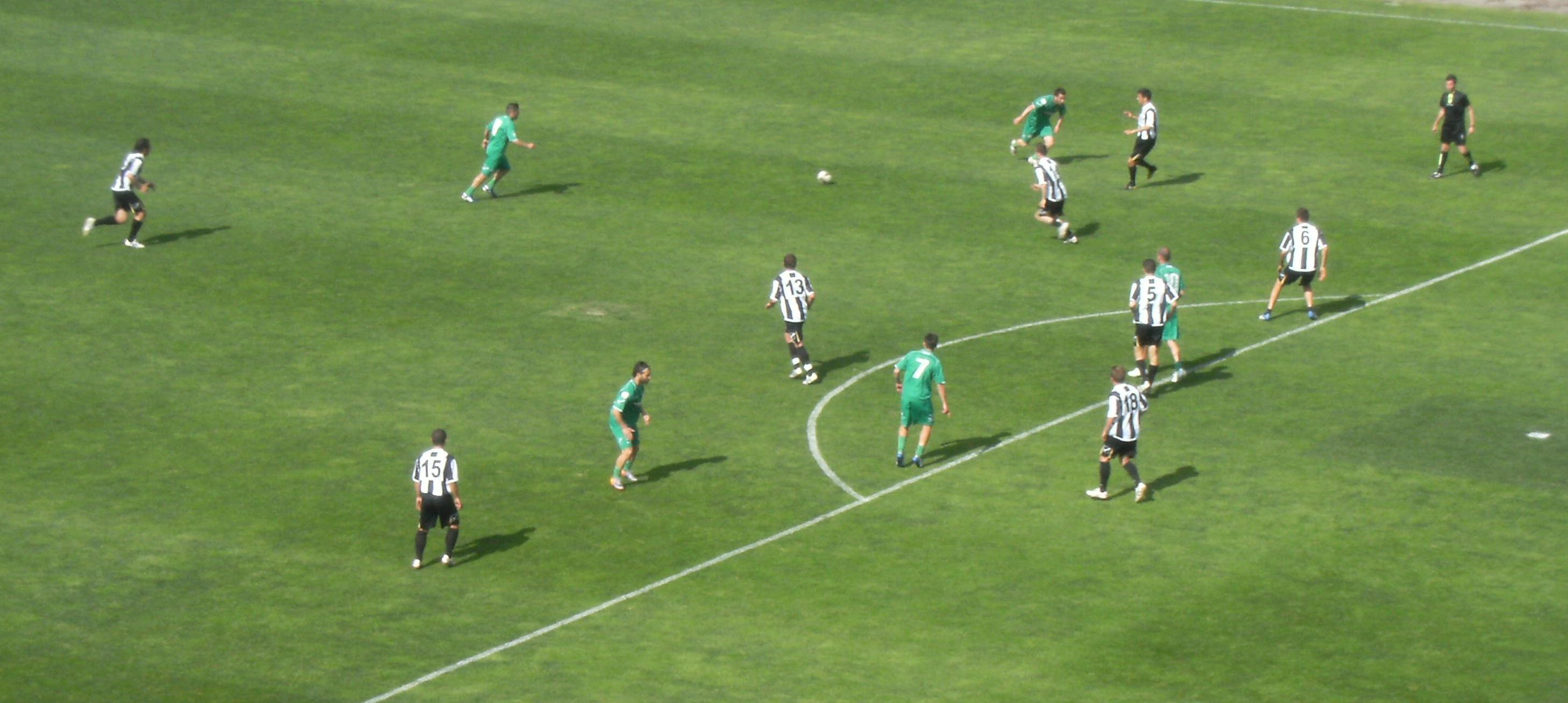
Fase di gioco dell'amichevole Avellino-Battipagliese del 15 maggio 2011, terminata 4-1.

In seguito all'esclusione di 21 società dai campionati professionistici decisa dalla FIGC il 16 luglio 2010, il 22 luglio l'A.S. Avellino ha presentato domanda per il ripescaggio in Lega Pro Seconda Divisione, la quale ha trovato accoglimento il successivo 4 agosto; la società è stata quindi inserita nel girone C.
La squadra biancoverde non riesce mai a occupare la vetta della classifica, stabilizzandosi intorno al 5º posto, ultimo utile per i play-off. Quando poi, a seguito di una serie di risultati negativi, diviene a rischio la stessa partecipazione agli spareggi promozione, il 15 febbraio Salvatore Vullo subentra all'esonerato Salvatore Marra alla guida della squadra; l'arrivo del nuovo tecnico porta un certo miglioramento delle prestazioni della squadra, che chiude la stagione regolare al 4º posto, guadagnandosi così l'accesso ai play-off.

#### La salita in Lega Pro Prima Divisione
Avversario degli irpini in semifinale è il Milazzo, che viene piegato abbastanza agevolmente con due vittorie (2-0 in casa e 1-0 in Sicilia). In finale play-off gli irpini ritrovano il Trapani, già superato l'anno precedente nei play-off dilettanti e sconfitto al Partenio durante la stagione regolare per 4-0. Dopo una vittoria interna per 2-1 (con i gol di Millesi e Acoglanis) cede, in inferiorità numerica (espulsi Ricci al 70° e Vicentin al 105°), ai tempi supplementari con il punteggio di 3-1 a favore della formazione siciliana che viene promossa in Lega Pro Prima Divisione (gol di Barraco al 6° su rigore e raddoppio di Mastrolilli al 40°. Vicentin, su rigore, all'82° porta il punteggio sul 2-1. La rete di Pirrone al 103° chiude l'incontro).
Il 4 agosto 2011 il Consiglio Generale della FIGC accoglie favorevolmente la domanda di ripescaggio dell'Avellino e l'ammette al girone A del campionato di Lega Pro Prima Divisione.
L'esordio in Coppa Italia è ottimo: l'Avellino ottiene due importanti successi sul Portogruaro (retrocesso dalla B) per 0-3 e sul Varese (squadra di B) per 0-1, salutando soltanto successivamente la Tim Cup perdendo per 4-0 contro il Bari (retrocesso dalla Serie A). Il 23 agosto 2011 Salvatore Vullo viene esonerato a pochi giorni dall'inizio del campionato; il giorno successivo la società ingaggia la nuova guida tecnica dei lupi, l'ex calciatore irpino Giovanni Bucaro. Gli irpini cominciano bene il campionato con una vittoria sul Foligno per 2-0, ma rimediano nelle due giornate successive due sconfitte con il Pisa per 3-0 e con la Tritium per 2-1. Arriva la prima vittoria esterna in casa del Viareggio (0-1), ma poi altre due sconfitte (0-1 contro il Sorrento e 4-1 in casa della Pro Vercelli). Cominciano però ad arrivare buoni risultati: 1-0 contro il Carpi, 1-1 a Monza, 1-1 a Foggia (dopo la sconfitta interna contro la Ternana per 1-3). Dopo il pareggio di Foggia arrivano altri sei risultati utili di fila: 2-0 alla Reggiana, 2-2 a Benevento, 3-3 contro il Como, 2-1 al Lumezzane, 2-3 a Pavia e 2-1 alla SPAL. Infine arriva la sconfitta in trasferta per 2-0 con il Taranto, con cui termina il girone di andata a 25 punti, poco distante dall'obiettivo di inizio stagione, ovvero la salvezza. Termina il campionato a quota 40 punti.

#### La promozione in Serie B e il lustro in cadetteria
Il 21 maggio 2012 la società ufficializza l'ingaggio di Massimo Rastelli come tecnico per la stagione di Lega Pro Prima Divisione 2012-2013.
La prima partita di Tim Cup è contro la Sambenedettese, superata senza problemi per 3-1 con la doppietta di De Angelis e un gol da parte di Castaldo. Nel secondo turno la formazione irpina viene eliminata dal Sassuolo, squadra che milita nel campionato di Serie B, con un gol di Troianiello. Per quanto riguarda il campionato l'Avellino conclude il girone d'andata in testa alla classifica con il miglior attacco (a pari merito con il Pisa) e la miglior difesa, riportando importanti successi contro il Benevento 1-2 e il Pisa 0-3 in trasferta, perdendo solo in due occasioni a Frosinone e con la Nocerina. Durante il girone di ritorno, complice il ritorno del Latina in prima posizione, l'Avellino incappa in una piccola crisi di risultati perdendo in malo modo a Pagani contro la Paganese per 4-1 e in casa con il Benevento. I lupi irpini riescono però a riagguantare la vetta tornando presto a correre e vincendo gare fondamentali come il ritorno del derby contro la Nocerina per 1-0 con il gol decisivo di Raffaele Biancolino e il match con il Gubbio vinto per 2-3. Il 5 maggio 2013, battendo il Catanzaro in terra calabra (0-1 grazie alla rete di Gianmarco Zigoni), conquista la certezza matematica del primo posto e, di conseguenza, della promozione al campionato di Serie B 2013-2014 con una giornata di anticipo. Archiviata la stagione, l'Avellino conquista per la prima volta nella sua storia la Supercoppa di Lega di Prima Divisione ai danni del Trapani, vincitrice del girone A, pareggiando 1-1 in casa e 2-2 in trasferta, aggiudicandosi dunque il trofeo per il maggior numero di reti realizzate fuori casa.

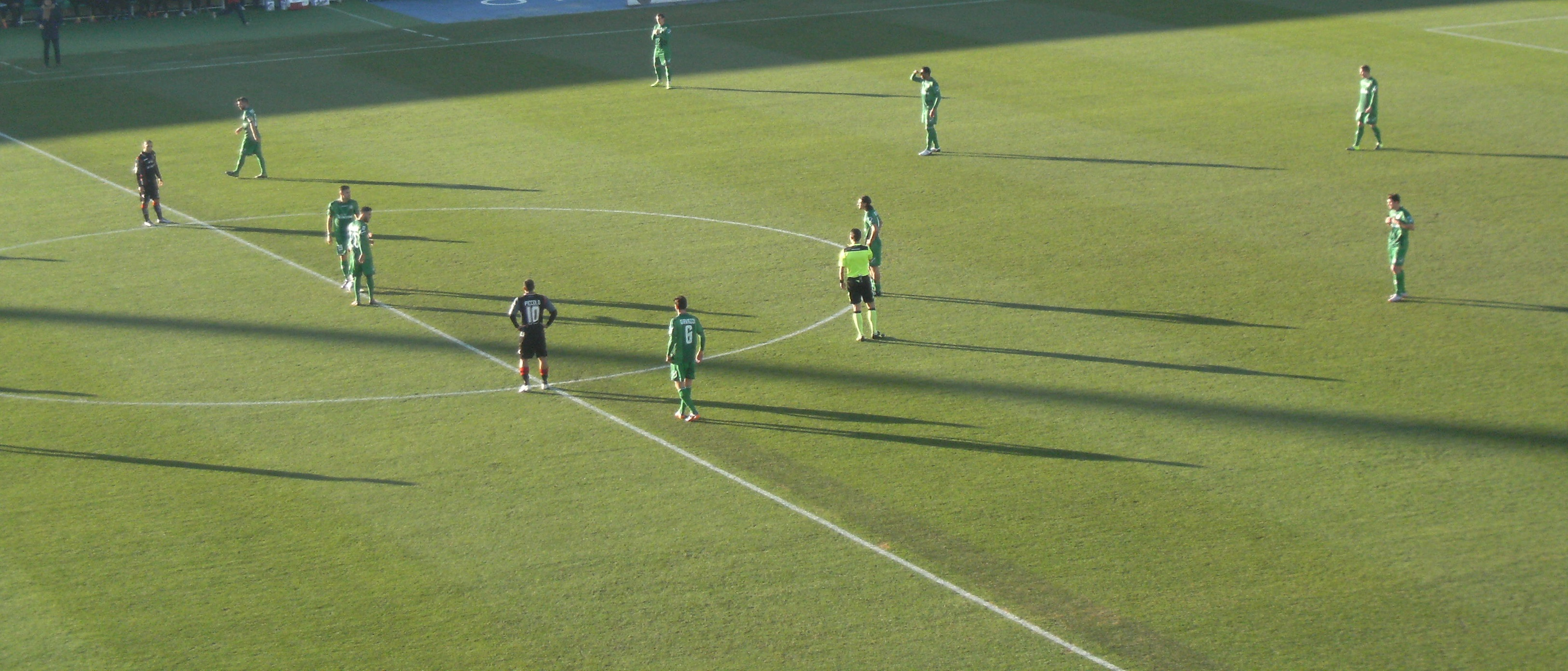
Fase di gioco dell'incontro Avellino-Virtus Lanciano, stagione 2015-2016

Nella stagione di Serie B 2013-2014 l'Avellino disputa un ottimo campionato, a quattro anni di distanza dal fallimento. La compagine, partita con l'intento di salvarsi, si assesta nelle zone altissime della classifica al termine del girone d'andata. Eliminando in Coppa Italia in ordine Monza, Cesena e Frosinone, l'Avellino ha l'opportunità di riesumare il ricordo degli anni d'oro del decennio in Serie A affrontando in trasferta la Juventus agli ottavi, venendo eliminato per tre reti a zero dalla competizione. I lupi non riescono ad agguantare il sogno della qualificazione ai play-off accarezzato per tutto l'arco della stagione, chiudendo all'undicesimo posto a soli tre punti dagli spareggi per la massima serie.
Nella stagione di Serie B 2014-2015 si presentano ai nastri di partenza con l'obiettivo di centrare la qualificazione ai play-off, che viene ottenuta piazzandosi all'ottava posizione con una giornata di anticipo il 16 maggio 2015 (1-1 interno contro il Trapani).
Il 5 marzo 2015 la società rileva dalla associazione "Per la storia" il logo appartenuto alla Unione Sportiva Avellino, fallita nel 2009. Esso potrà rappresentare nuovamente l'Avellino soltanto a partire dalla stagione 2015-2016. Al turno preliminare dei play-off, in gara unica i lupi superano dopo i tempi supplementari per due reti a una lo Spezia in trasferta (reti di Zito e Comi), qualificandosi per la semifinale contro il Bologna. Contro i felsinei, dopo la sconfitta interna per 0-1, non è sufficiente il 2-3 (doppietta di Trotta e gol di Koné) in terra emiliana per approdare in finale.
Per la stagione 2015-2016 l'Avellino rimane in cadetteria per il terzo anno consecutivo, con l'avvicendamento in panchina da Massimo Rastelli a Attilio Tesser. Terzo campionato consecutivo che si dimostra molto altalenante per i lupi che, dopo un gran girone d'andata, calano vertiginosamente nel girone di ritorno ed esonerano Attilio Tesser e chiamano sulla panchina Guido Marcolin. Un solo punto in cinque partite per lui, prima che gli irpini richiamino Tesser, con cui concluderanno la stagione salvandosi.
Dalla stagione di Serie B 2016-2017 l'Avellino viene allenato dal tecnico Domenico Toscano, che alla 17ª giornata viene esonerato e sostituito dal tecnico irpino Walter Novellino che conclude la stagione al 14º posto e fermandosi al secondo turno di Coppa Italia.
Nella stagione 2017-2018 l'Avellino prosegue nuovamente il suo cammino con l'allenatore Walter Novellino, che però viene esonerato alla 34ª giornata e sostituito da Claudio Foscarini che all'ultima giornata riesce a salvare gli irpini dalla zona retrocessione.

#### Il fallimento e la ripartenza dalla Serie D
Nonostante l'ingaggio del nuovo allenatore Michele Marcolini e gli acquisti per rinforzare la rosa il 20 luglio 2018, dopo il parere negativo della Covisoc, il Consiglio Federale esclude gli irpini dal campionato di Serie B, a causa del mancato rispetto dei termini di consegna della fideiussione. Il 30 luglio successivo il Collegio di Garanzia dello Sport respinge anche il ricorso presentato dalla società e il 7 agosto il Tar del Lazio respinge l'istanza di sospensione cautelare del provvedimento mediante il quale si era avuta l'esclusione del campionato, confermandola.

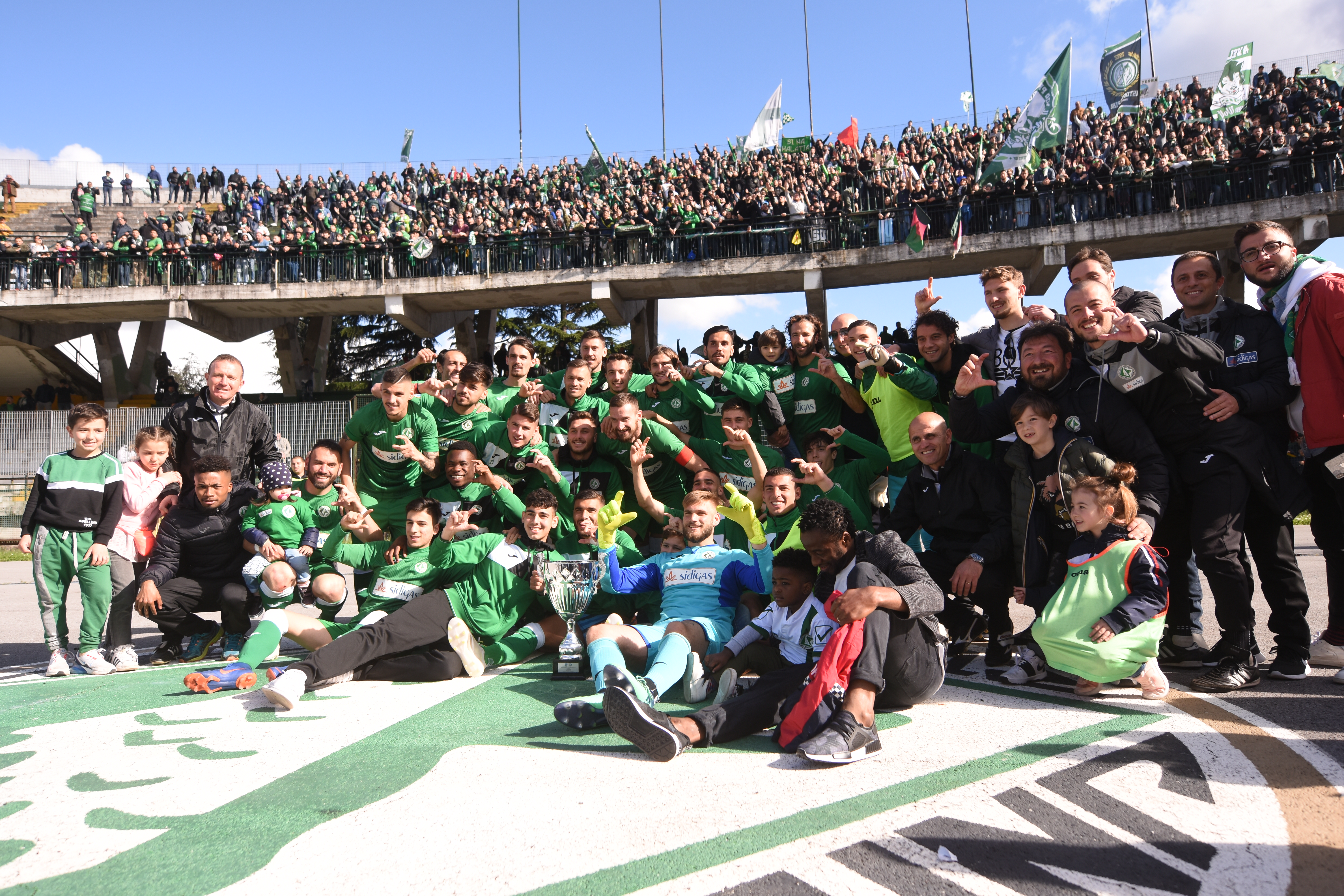
La squadra in festa dopo la premiazione con la coppa del girone G della Serie D.

Pochi giorni dopo viene fondata la Calcio Avellino S.S.D. da Gianandrea De Cesare (già patron della Scandone Avellino), la cui proposta viene giudicata la migliore fra le cinque presentate dal sindaco di Avellino. Il nuovo sodalizio viene ammesso in Serie D, mentre in seguito riceve il logo e la denominazione (quest'ultima utilizzabile soltanto nella stagione sportiva successiva) della storica Unione Sportiva Avellino in comodato d'uso gratuito dall'associazione "... Per la Storia...".

#### Promozione in Serie C
La stagione inizia nel ritiro di Sturno con in panchina Archimede Graziani e Santiago Morero nuovo capitano, unico rimasto del vecchio sodalizio. Nonostante la rosa competitiva, la compagine viene già eliminata al turno preliminare di Coppa Italia Serie D per mano del Nola e, a causa di un inizio di campionato non esaltante con diversi punti di distanza dalla vetta, il 4 dicembre 2018 Graziani viene esonerato dopo la sconfitta per 4-1 contro il Trastevere. Al suo posto viene ingaggiato Giovanni Bucaro, già calciatore dell'Avellino tra il 2000 e il 2003 e allenatore nella stagione 2011-2012. Dopo un periodo di rodaggio e un cambio di modulo, la squadra guadagna posizioni in classifica vincendo dieci partite consecutive fino al termine del campionato, impresa che permette ai biancoverdi di agganciare alla penultima giornata la capolista Lanusei e a giocarsi contro gli ogliastrini uno spareggio in gara secca valevole per la promozione tra i professionisti. Il 12 maggio 2019, grazie al successo per 2-0 sul campo neutro di Rieti, l'Avellino porta a termine la sua rincorsa venendo promosso in Serie C e tornando così a esordire nel professionismo a un anno dall'esclusione dal campionato di Serie B.
Il 2 giugno 2019 la promozione sarà arricchita dalla vittoria del suo primo Scudetto di Serie D della storia.
Nell'estate del 2019 la società cambia denominazione in Unione Sportiva Avellino 1912.
A causa dei problemi societari della Sidigas, proprietaria dell'Avellino, la squadra viene affidata in extremis, dopo non aver rinnovato i contratti di giocatori e allenatore, all'esordiente Giovanni Ignoffo e a Salvatore Di Somma, nominato direttore sportivo, il quale allestisce una rosa competitiva in poco tempo. La stagione inizia in Coppa Italia Serie C, dove l'Avellino supera la fase a gironi con un pareggio e una vittoria contro Paganese e Bari. Il campionato, invece, comincia con una roboante sconfitta per 6-3 da parte del Catania, a cui seguono tre vittorie, due pareggi e quattro sconfitte. A seguito della sconfitta contro la Paganese (3-1) e una situazione non buona in classifica, Ignoffo viene esonerato e sostituito da Ezio Capuano, che esordisce con un pareggio interno contro il Bari (2-2), al quale fa seguito una vittoria in trasferta (0-1) ai danni della Ternana. Dopo una serie di sconfitte contro Reggina, Catanzaro, Potenza e Casertana la squadra riesce a conquistare quattro vittorie consecutive e a chiudere il girone di andata in piena zona play-off. Il percorso in Coppa Italia Serie C termina agli ottavi di finale, dopo aver perso contro la Ternana e vinto la gara dei sedicesimi contro la Cavese. Nel mese di dicembre avviene un passaggio di proprietà: l'Avellino passa, infatti, alla IDC srl, cordata di imprenditori capeggiata da Luigi Izzo, che diventa presidente del sodalizio.

### Gli anni 2020

#### Gli anni in Serie C
Con la nuova proprietà, viene confermato Capuano come allenatore e viene ingaggiato Carlo Musa come direttore sportivo, ruolo ricoperto nella stagione in Serie D, al posto del dimissionario Di Somma. A neanche tre mesi dall'acquisizione della società biancoverde, e dopo settimane di litigi e accuse tra soci, Luigi Izzo e gli altri esponenti della cordata originaria della IDC srl – a eccezione di Andrea Riccio e Ciriaco Cusano (Innovation Football) – cedono le loro quote ad Angelo Antonio D'Agostino, che diventa così socio di maggioranza con l'87,5%. Ad agosto dello stesso anno, D'Agostino liquida anche Riccio e Cusano e comunica la totale acquisizione del club biancoverde.
Per la stagione 2020-2021, a seguito dell'esonero di Ezio Capuano dopo una sconfitta contro la Ternana dominatrice del girone, viene ingaggiato Piero Braglia come nuovo allenatore, mentre viene confermato Salvatore Di Somma nel ruolo di direttore sportivo. La squadra biancoverde chiude il campionato al 3º posto ed accede ai play-off, dove esce di scena in semifinale per mano del Padova.
A seguito della finale play-off, Braglia e Di Somma vengono riconfermati alla guida della squadra per la stagione 2021-2022 ma, a causa di un andamento negativo, vengono entrambi esonerati e sostituti dall'allenatore Carmine Gautieri e dal direttore sportivo Vincenzo De Vito, già all'Avellino durante gli anni in Serie B. La squadra conclude il campionato al quarto posto in classifica e viene eliminata dai play-off al secondo turno per mano del Foggia, settimo classificato.
Per la stagione 2022-2023, De Vito è riconfermato direttore sportivo e viene scelto come nuovo allenatore Roberto Taurino, ma verrà presto esonerato, all'8ª giornata, a causa dei risultati negativi della squadra: al suo posto viene richiamato Massimo Rastelli, già giocatore biancoverde tra il 2004 e il 2006 e allenatore tra il 2012 e il 2015. Nonostante il cambio di guida tecnica, l'Avellino conclude il campionato al quattordicesimo posto.
La stagione 2023-2024 inizia in maniera negativa con 2 sconfitte alle prime 2 giornate che costano la panchina a Rastelli. La squadra verrà successivamente affidata a Michele Pazienza, che la guida in maniera magistrale tanto da sancire il secondo posto nel girone, sufficiente per passare ai play-off promozione nazionale. All'andata del secondo turno affronta il Catania, undicesimo in classifica ma vincitrice della Coppa Italia Serie C: all'andata finisce 1-0 per la squadra siciliana, ma i campani vincono 2-1 al ritorno tra le mura di casa e si qualifica tra le final four in virtù del miglior piazzamento in classifica. In semifinale, affronta il Vicenza, dopo lo 0-0 in casa, perde per 2-1 in trasferta mancando la promozione e restando per il sesto anno di fila in terza serie.

#### Il ritorno in Serie B
Nonostante la sconfitta in semifinale play-off, Michele Pazienza viene riconfermato alla guida della squadra per la stagione successiva ma, a causa degli scarsi risultati conseguiti nelle prime giornate di campionato, viene esonerato il 22 settembre insieme a tutta l'area tecnica; al loro posto vengono chiamati dalla Primavera mister Raffaele Biancolino, già allenatore ad interim durante la stagione 2022-2023, e Mario Aiello, nel ruolo di direttore sportivo. La squadra ricomincia a guadagnare punti e nel girone di ritorno colleziona 15 vittorie e 2 pareggi su 18 partite disputate: questi risultati permettono alla squadra di portarsi nella zona alta della classifica, a poca distanza dall'Audace Cerignola, in quel momento prima in classifica.
Il sorpasso in classifica avviene il 24 marzo: al termine della 33° giornata, l'Avellino, grazie alla vittoria in casa contro il Potenza e al turno di riposo effettuato dal Cerignola, arriva per la prima volta in stagione in cima alla classifica. Il 19 aprile 2025, l'Avellino, vincendo il derby contro il Sorrento sul campo neutro di Potenza, vince il girone C della Serie C con una giornata d'anticipo e torna in Serie B dopo sette anni di assenza. Per i biancoverdi è il 3° titolo di Serie C vinto nella storia, mentre il primo per l'allenatore Biancolino e per il presidente D'Agostino.

## Colori e simboli

### Colori

La particolare maglia biancoverde, con palo centrale, qui sfoggiata nella stagione 1975-1976.

Inizialmente il colore della maglia era il bianco, per una questione di facilità nel reperire la divisa; i pantaloncini di colore bianco o nero. Dopo la prima guerra mondiale il rosso (o cremisi) e nero a strisce verticali si alternarono spesso al giallo-rosso (1924-1927) e ancora al bianco (1927-1929) nonché al bianco-azzurro (1932-1933). Soltanto dopo la seconda guerra mondiale, precisamente in una partita del 23 febbraio 1947 contro il Benevento, venne scelta la storica maglia verde con pantaloncini bianchi. Il colore in questione ricorda l'Anthemis, tipico liquore avellinese; le due formazioni, infatti, decisero di scendere in campo indossando divise del colore dei liquori rappresentativi delle due città rivali (i beneventani indossarono il tipico giallo dello "Strega"). Da quella occasione, seppure in diverse tonalità e talvolta anche alternato a strisce verticali con il bianco, il verde – colore che rappresenta la squadra nell'immaginario collettivo degli appassionati di calcio – non è stato più abbandonato. I restyling riguardarono perlopiù il collo della divisa, che fu proposto a girocollo, a "v", con il colletto e talvolta con laccetti vintage.
Nella stagione 1961-1962 fu proposta un'atipica casacca caratterizzata da una banda bianca orizzontale. Un decennio dopo, nel 1974, venne introdotta una divisa "stile Ajax" caratterizzata da una larga banda verticale su sfondo bianco, poi rispolverata a inizio campionato 1984-85 ma solo per poche giornate. Nel 1988 i calciatori avellinesi indossarono un'insolita maglia rossa in tinta unita. Ancor più inconsueta la divisa pensata dallo sponsor tecnico Devis due anni dopo, caratterizzata da una fantasia di triangoli biancoverdi sfumati. Per la stagione 1997-1998 la Lotto propose una divisa a strisce orizzontali biancoverdi. Ancora strisce, questa volta verticali, per la casacca della stagione 2002-2003, firmata Erreà.
Nella stagione 2014-2015 compare per la prima volta sulle maglie l'immagine di una testa di lupo.

### Simboli ufficiali

#### Stemma
L'Avellino ha modificato più volte il proprio stemma. Il soggetto è però sempre stato un lupo stilizzato, talvolta raffigurato in figura intera, spesso nel particolare della testa di profilo. Il logo più famoso dell'U.S. Avellino fu ideato nel 1977 dall'architetto Quirino Sgrosso, su incarico dell'allora presidente dell'Avellino, Arcangelo Iapicca. Il profilo del lupo è inserito in un rombo metà bianco, metà verde, inscritto in un cerchio con le parole "Unione", "Sportiva", "Avellino", "S.P.A. 1912" incise sui quattro lati. Leggere opere di restyling furono operate nel 1992, allorquando il lupo divenne interamente bianco, e nel 1995, quando divenne dorato. Nella stagione 2000-2001 fece la sua comparsa un "lupo nero".
La storica e caratterizzante forma romboidale del logo fu abbandonata agli albori della stagione 2009-2010; il nuovo stemma della neonata società post fallimento fu uno scudo a tre punte dentro il quale campeggiava la testa di un lupo dai tratti moderni e dinamici, su sfondo a righe verticali biancoverdi. Nel 2010 un flebile ritorno alle origini comportò il reinserimento del classico lupo biancoverde in una scudo a tre punte.
Lo storico logo ritornò sulle divise dei calciatori avellinesi nel 2015 con alcune differenze: il bordo è dorato anziché verde e il posizionamento delle parole è diverso.

#### Inno
L'Avellino non ha un inno ufficiale. Dalla fine degli anni settanta, prima dell'inizio della partita viene riprodotta una versione strumentale di Yellow Submarine dei Beatles.

#### Mascotte
La mascotte è un lupo con la divisa biancoverde.

## Strutture

### Stadio

L'antica "Piazza d'Armi" con alle spalle il carcere borbonico.

Nei primi anni della sua storia l'Avellino disputa le partite casalinghe nel campo di Piazza d'Armi, situato nel centro della città. Grazie all'ubicazione dello stadio, sia gli abitanti dei palazzi circostanti che i detenuti del carcere borbonico poterono assistere alle partite gratuitamente sino al 1970, anno dell'addio allo storico impianto sportivo per il più capiente Comunale. Da qualche anno dopo e fino a oggi l'Avellino gioca al Partenio, che dal 2011 ha assunto la denominazione di Partenio-Lombardi.
Sedi sociali e campi di gioco
| Cronologia delle sedi sociali - 1912-1926 ? - Avellino - 1926-1929 Corso Vittorio Emanuele - Avellino - 1929-1968 ? - Avellino - 1969-1970 Corso Vittorio Emanuele, 64 - Avellino - 197?-1986 Corso Vittorio Emanuele, 35 - Avellino - 1986-1990 Via Mancini, Galleria Ciriello, 2 - Avellino - 1990-1992 Via Michele Capozzi, 4 - Avellino - 1992-1994 Via Zoccolari, 5 - Avellino - 1994-2002 Via Partenio, 33 - Avellino - 2002-2004 Via Augusto Guerriero, 58 - Avellino - 2004-2009 Contrada Archi, 35 - Avellino - 2009-2010 Via Salvatore Pescatori, 68 - Avellino - 2010-2011 Via Giovanni Feola, 1 - Avellino - 2011-2017 Piazza Libertà, 63 - Avellino - 2017-2018 Via Giovanni Feola, 1 - Avellino - 2018-2019 Via Contrada Vasto, 15 - Avellino - 2019- Via Zoccolari, snc - Avellino | Cronologia dei campi di gioco - 31/08/1912 - 19/05/1929 Piazza D'Armi - 02/06/1929 - 1933 Campo sportivo del Littorio - 1933 - 29/11/1970 Campo sportivo Piazza D'Armi - 13/12/1970 - 07/08/1973 Stadio Comunale - 08/08/1973 - 26/11/2010 Stadio Partenio - 27/11/2010- Stadio Partenio-Adriano Lombardi |

### Centro di allenamento
Il campo di allenamento dell'Avellino è lo stadio Partenio-Adriano Lombardi in erba sintetica, situato in Contrada Zoccolari.

## Società

### Organigramma societario
- Angelo Antonio D'Agostino - Presidente
- Giovanni D'Agostino - Amministratore Unico e Direttore Area Tecnica
- Paola Luciano - Amministratore Delegato
- Tommaso Aloisi - Segretario Generale
- Mario Aiello - Direttore Sportivo
- Antonio Moscaritolo - Team Manager
- Giuliano Capobianco - Resp. Settore Giovanile
- Mariano Armonia - Resp. Area Scouting
- Giuseppe Musto - Resp. Biglietteria e SLO
- Francesco Musto - Disability Access Officer
- Alfonso D'Acierno - Resp. Ufficio Stampa
- Marciano D'Avino - Delegato Gestione Evento
- Pietro Luigi Cristofano - Vice Delegato Gestione Evento
- Francesco Musto - Disability Access Officer
- Alessandro Guarino - Segretario Settore Giovanile

### Sponsor
Di seguito la cronologia dei fornitori tecnici e degli sponsor ufficiali.
| Cronologia degli sponsor tecnici - 1978-1980 Puma - 1980-1982 Adidas - 1982-1983 Kappa - 1983-1986 NR - 1986-1988 Uhlsport - 1988-1990 NR - 1990-1992 Devis - 1992-1995 Pienne - 1995-1997 Diadora - 1997-1998 Lotto - 1998-2003 Erreà - 2003-2004 Devis - 2004-2005 Royal - 2005-2009 Legea - 2009-2012 Givova - 2012-2014 Legea - 2014-2018 Givova - 2018-2019 Joma - 2019- Magma | Cronologia degli sponsor ufficiali - 1981-1983 Iveco - 1983-1984 Essebi - 1984-1986 Santàl - 1986-1988 Detersivi Dyal - 1988-1994 Dietalat - 1994-1995 Nicoloro Arredamenti - 1995-1996 Nicoloro Italnova - 1996-1998 Nusco Porte - 1998-1999 non presente - 1999-2000 EUROSERVICE 2001 - 2000-2001 Stream TV - 2001-2002 Bolero Planet - 2002-2004 NewNet - 2004-2005 IVPC - 2005-2006 A.IR. Autoservizi Irpini - 2006-2009 Sidigas - 2009-2011 Sciuker - 2011-2015 Metaedil Com - 2015-2016 Gruppo Taccone - 2016-2017 Sienergia - 2017-2019 Sidigas - 2019-2020 Clesi Prefabbricati - 2020-2025 Cosmopol - 2025- Provincia di Avellino |

### Impegno nel sociale
Negli ultimi giorni di marzo 2015 la società, tramite il contingente italiano del 19º Reggimento Guide di Salerno coinvolto in Libano nell'"Operazione Leonte 17", ha donato divise e attrezzatura tecnica alla squadra locale del Tadamon Sour.

### Settore giovanile
Il settore giovanile dell'Avellino è formato da squadre che giocano nei campionati nazionali Primavera 2, Under-17, Under-15 e regionali Under 17 e Under-15. Dal 2020 è presente anche una squadra di calcio femminile, che prende parte al Campionato Nazionale Under-17 e Under-15.

## Diffusione nella cultura di massa
Diverse pellicole fanno riferimento alla squadra irpina – tra cui il film diretto da Pupi Avati nel 1987 Ultimo minuto e Eccezzziunale... veramente di Carlo Vanzina – e in modo particolare alla rivalità con la squadra del Napoli, come nelle serie tv The Young Pope di Paolo Sorrentino, e Professione vacanze di Vittorio De Sisti.

## Allenatori e presidenti
Di seguito l'elenco degli allenatori e dei presidenti dell'Avellino.

### Allenatori
- 1912-1919 ...
- 1919-1923  Antonio Giammarino
- 1923-1925  Pietro Affabile
- 1925-1926  Tozzoli (1ª-?ª)
 Emilio Spagnuolo (?ª-?ª)
- 1926-1927  Emilio Spagnuolo
- 1927-1928  Armani
- 1928-1929  Del Campo
- 1929-1930  Giovanni Terrile
- 1930-1931  Giorgio Armari
- 1931-1932  Enrico Cardellicchio
- 1932-1933  Osvaldo Sacchi
- 1933-1934 ...
- 1934-1935  Ceresoli
- 1935-1936 ...
- 1936-1937  Giuseppe Cavanna (1ª-?ª)
... (?ª-?ª)
- 1937-1941 ...
- 1941-1942  Francesco Tenore e  Giulio Marinaro (D.T.)
- 1942-1943  Francesco Tenore
- 1943-1944 ...
- 1944-1945  Luigi Strada (1ª-11ª)
 Pietro Affabile (12ª)
 Orazio Sola (13ª-16ª)
 Castelli (spareggi)
- 1945-1946  Orazio Sola (1ª-11ª)
 Luigi Castello (12ª-22ª)
- 1946-1947  Antonio Vojak (1ª-13ª)
 Alfonso Ricciardi (14ª-26ª)
- 1947-1949  Alfonso Ricciardi
- 1949-1950  Juan Landolfi
- 1950-1951  Fabio Del Bianco (1ª-10ª)
 Oscar Cirillo (11ª-15ª)
 Renato Tofani (16ª-28ª)
 Ferenc Plemich (29ª-36ª)
- 1951-1952  Ferenc Plemich (1ª-20ª)
 Giovanni Chiricallo (21ª-34ª)
- 1952-1954  Lajos Kovacs
- 1954-1955  Skender Perolli
- 1955-1957  Silvio Di Gennaro
- 1957-1958  Mario Stua (1ª-12ª)
 Armo Agosto (13ª-30ª)
- 1958-1960  Silvio Di Gennaro
- 1960-1961  Armo Agosto (1ª-4ª)
 Aimone Lo Prete (5ª-26ª)
 Ernesto Maglio (27ª-34ª)
- 1961-1962  Vincenzo Marsico
- 1962-1963  Vincenzo Marsico (1ª-?ª)
 Enzo Pulcinella (?ª-?ª)
 Vianello (?ª-?ª)
 Enzo Pulcinella (?ª-?ª)
 Fedele Greco (?ª-34ª)
- 1963-1965  Ulisse Giunchi[70]
- 1965-1966  Ulisse Giunchi e  Walter Crociani (D.T.)
- 1966-1967  Renato Piacentini
- 1967-1968  Domenico Rosati
- 1968-1969  Renato Piacentini
- 1969-1970  Rinaldo Settembrino
- 1970-1971  Enzo Pulcinella (1ª-?ª)
 Renato Piacentini (?ª-38ª)
- 1971-1972  Aroldo Collesi (1ª-?ª)
 Ferdinando Del Gaudio (?ª-?ª)
 Aroldo Collesi (?ª-?ª)
 Giacomo Losi (?ª-38ª)
- 1972-1974  Antonio Giammarinaro
- 1974-1975  Antonio Giammarinaro (1ª-24ª)
 Elio Grappone (25ª-30ª)
 Oronzo Pugliese (31ª-34ª)
 Antonio Giammarinaro (35ª-38ª)
- 1975-1976  Antonio Giammarinaro (1ª-13ª)
 Corrado Viciani (14ª-38ª)
- 1976-1977  Corrado Viciani (1ª-28ª)
 Giuseppe Baldini (29ª-38ª)
- 1977-1978  Paolo Carosi
- 1978-1980  Rino Marchesi
- 1980-1981  Luís Vinício
- 1981-1982  Luís Vinício (1ª-21ª)
 Claudio Tobia (22ª-30ª)
- 1982-1983  Giuseppe Marchioro (1ª-5ª)
 Fernando Veneranda (6ª-30ª)
- 1983-1984  Fernando Veneranda (1ª-9ª)
 Ottavio Bianchi (10ª-30ª)
- 1984-1985  Antonio Angelillo
- 1985-1986  Enzo Robotti e  Tomislav Ivić (D.T.)
- 1986-1987  Luís Vinício
- 1987-1988  Luís Vinício (1ª-5ª)
 Eugenio Bersellini (6ª-30ª)
- 1988-1989  Enzo Ferrari (1ª-13ª)
 Eugenio Fascetti (14ª-38ª)
- 1989-1990  Nedo Sonetti (1ª-23ª)
 Adriano Lombardi (24ª-38ª)
- 1990-1991  Francesco Oddo
- 1991-1992  Bruno Bolchi (1ª-28ª)
 Francesco Graziani (29ª-38ª)
- 1992-1993  Adriano Lombardi
- 1993-1994  Salvatore Esposito (1ª-2ª)
 Salvatore Di Somma (3ª-19ª)
 Giancarlo Ansaloni (20ª-34ª)
- 1994-1995  Giuseppe Papadopulo (1ª-31ª)
 Vincenzo Battista (32ª)
 Zbigniew Boniek (33ª-34ª e play-off)
- 1995-1996  Zbigniew Boniek (1ª-4ª)
 Corrado Orrico (5ª-19ª)
 Bruno Pace (20ª-38ª)
- 1996-1997  Giuliano Zoratti (1ª-10ª)
 Salvatore Di Somma (11ª-19ª)
 Pasquale Casale (20ª-34ª)
- 1997-1998  Roberto Morinini (1ª-19ª)
 Aldo Cerantola (20ª-22ª)
 Adriano Lombardi (23ª-34ª)
- 1998-1999  Gabriele Geretto
- 1999-2000  Vittorio Belotti (1ª-7ª)
 Lorenzo Mancano (8ª-11ª)
 Mario Russo (12ª-34ª)
- 2000-2001  Aldo Ammazzalorso
- 2001-2002  Gaetano Auteri (1ª-19ª)
 Giuliano Sonzogni (20ª-34ª)
- 2002-2003  Massimo Ficcadenti (lug.-set.)
 Salvatore Vullo (1ª-34ª)
- 2003-2004  Zdeněk Zeman
- 2004-2005  Antonello Cuccureddu (1ª-28ª)
 Francesco Oddo (29ª-34ª e play-off)
- 2005-2006  Francesco Oddo (1ª-2ª)
 Franco Colomba (3ª)
 Francesco Oddo (4ª-8ª)
 Franco Colomba (9ª-42ª e play-out)
- 2006-2007  Giuseppe Galderisi (1ª-30ª)
 Giovanni Vavassori (31ª-34ª e play-off)
- 2007-2008  Maurizio Sarri (lug.-ago.)
 Guido Carboni (1ª-29ª)
 Alessandro Calori (30ª-42ª)[71]
- 2008-2009  Giuseppe Incocciati (1ª-7ª)
 Salvatore Campilongo (8ª-42ª)
- 2009-2010  Francesco D'Arrigo (1ª-12ª)
 Salvatore Marra (13ª-34ª, spareggio e play-off)
- 2010-2011  Salvatore Marra (1ª-19ª)
 Salvatore Vullo (20ª-30ª e play-off)
- 2011-2012  Salvatore Vullo (giu.-ago.)
 Giovanni Bucaro (1ª-34ª)
- 2012-2015  Massimo Rastelli
- 2015-2016  Attilio Tesser (1ª-32ª)
 Dario Marcolin (33ª-37ª)
 Attilio Tesser (38ª-42ª)
- 2016-2017  Domenico Toscano (1ª-16ª)
 Walter Novellino (17ª-42ª)
- 2017-2018  Walter Novellino (1ª-33ª)
 Claudio Foscarini (34ª-42ª)
- 2018-2019  Archimede Graziani (1ª-15ª)
 Giovanni Bucaro (16ª-38ª e spareggio)
- 2019-2020  Giovanni Ignoffo (1ª-9ª)
 Ezio Capuano (10ª-30ª e play-off)
- 2020-2021  Piero Braglia
- 2021-2022  Piero Braglia (1ª-21ª)
 Carmine Gautieri (22ª)
 Piero Braglia (23ª-26ª)
 Carmine Gautieri (27ª-38ª e play-off)
- 2022-2023  Roberto Taurino (1ª-8ª)
 Raffaele Biancolino (9ª)
 Massimo Rastelli (10ª-38ª)
- 2023-2024  Massimo Rastelli (1ª-2ª)
 Michele Pazienza (3ª-38ª e play-off)
- 2024-2025  Michele Pazienza (1ª-5ª)
 Raffaele Biancolino (6ª-38ª)
- 2025-  Raffaele Biancolino

### Presidenti
- 1912-1919  Attilio Comella
- 1919-1924  Renato Ricci
- 1924-1925  Antonio Giammarino
- 1925-1927 ...
- 1927-1929  Elio Gramignani
- 1929-1934  Alfonso Di Marzo Capozzi
- 1934-1938  Elio Gramignani
- 1938-1941  Alfonso Di Marzo Capozzi
- 1941-1944 ...
- 1944-1945  Antonio Picone
 Alfonso Argenio
- 1945-1947  Alfonso Argenio
- 1947-1948  Francesco Lombardi
- 1948-1949  Francesco Carpenito
 Mario Malzoni
- 1949-1950  Francesco Amendola
- 1950-1952  Fiorentino Sullo
- 1952-1954  Enrico Fioretti
- 1954-1955  Francesco Carpenito
- 1955-1956  Enrico Fioretti
- 1956-1958  Michelangelo Nicoletti
- 1958-1959  Fiore Caso
- 1959-1960  Michelangelo Nicoletti
- 1960-1961  Fiore Caso
- 1961-1963  Francesco Lombardi
- 1963-1970  Annito Abate
- 1970-1975  Antonio Sibilia
- 1975-1978  Arcangelo Iapicca
- 1978-1979  Vincenzo Matarazzo
- 1979-1981  Fausto Maria Sara
- 1981-1983  Antonio Sibilia
- 1983-1984  Giacinto Pelosi
- 1984-1985  Antonio Pecoriello
- 1985-1987  Elio Graziano
- 1987-1988  Francesco Improta
 Domenico Magnotti
- 1988-1991  Pierpaolo Marino
- 1991-1994  Gaetano Tedeschi
- 1994-1995  Cosimo Sibilia
- 1995-2000  Antonio Sibilia
- 2000-2001  Aniello Aliberti
 Marco Pugliese
- 2001-2002  Stefano Monachesi
- 2002-2003  Nicola Iannarone
- 2003-2004  Gaetano Tedeschi
 Pasquale Casillo
- 2004-2005  Marco Pugliese
- 2005-2009  Massimo Pugliese
- 2009-2010  Renato Rodomonti
- 2010-2012  Marco Cipriano
 Walter Taccone
- 2012-2016  Walter Taccone
 Michele Gubitosa
- 2016-2017  Michele Gubitosa
 Walter Taccone
- 2017-2018  Walter Taccone
- 2018-2019  Claudio Mauriello
- 2019-2020  Luigi Izzo
 Angelo Antonio D'Agostino
- 2020-  Angelo Antonio D'Agostino

## Calciatori

### Maglie ritirate
- 10  Adriano Lombardi, capitano della promozione in Serie A e poi allenatore[72][73] (riassegnata con il ritorno in Serie B dalla nuova società nella stagione 2013-2014)[74][75].

### Capitani
Di seguito l'elenco dei capitani dell'Avellino con il periodo in cui hanno portato la fascia.
- ? (1912-1919)
- Antonio Giammarino (1919-1923)
- Pietro Affabile (1923-1933)
- ? (1933-1934)
- Ceresoli (1934-1935)
- Domenico Zappella (1935-1937)
- Francesco Tenore (1937-1941)
- ? (1941-1944)
- Pietro Affabile (1944-1945)
- ? (1945-1952)
- Armo Agosto (1952-1958)
- Gianni Fida (1958-1961)
- Elio Grappone (1961-1964)
- Luigi De Falco (1964-1965)
- Renzo Selmo (1965-1967)
- Giancarlo Versolato (1967-1969)
- Claudio Cattonar (1969-1970)
- Bruno Pinna (1970-1971)
- Raffaele Genovese (1971-1972)
- Mauro Pantani (1972-1973)
- Piero Fraccapani (1973-1974)
- Costantino Fava (1974-1975)
- Mario Facco (1975-1977)
- Adriano Lombardi (1977-1979)
- Salvatore Di Somma (1979-1984)

- Gian Pietro Tagliaferri (1984-1985)
- Franco Colomba (1985-1988)h
- Roberto Amodio (1988-1990)
- Costanzo Celestini (1990-1992)
- Roberto Miggiano (1992-1993)
- Roberto Carannante (1993-1994)
- Fabrizio Fioretti (1994-1995)
- Antonio Marasco (1995-1996)
- Michele Menolascina (1996-1997)
- Andrea Cecchini (1997-1998)
- Stefano Trinchera (1998-2000)
- Massimo Demartis (2000-2001)
- Giovanni Ignoffo (2001-2003)
- Simone Paolo Puleo (2003-2007)
- Stefano De Angelis (2007-2008)
- Domenico Di Cecco (2008-2009)
- Simone Paolo Puleo (2009-2011)
- Francesco Millesi (2011-2014)
- Angelo D'Angelo (2014-2018)
- Santiago Morero (2018-2020)
- Mirko Miceli (2020-2021)
- Salvatore Aloi (2021-2022)
- Antonio Di Gaudio (2022-2023)

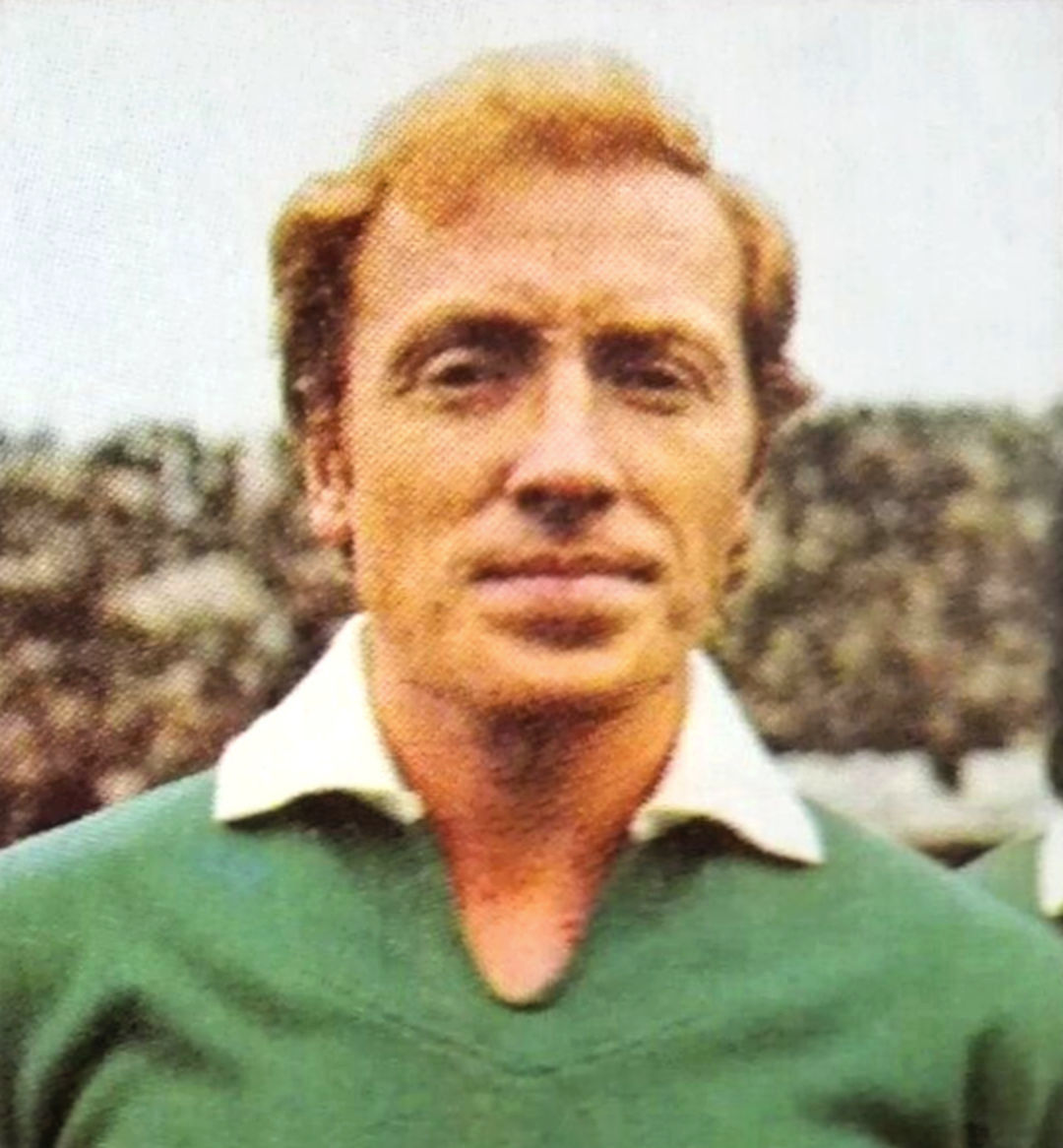
Adriano Lombardi, capitano della prima promozione avellinese in Serie A nel 1978

- Fabio Tito (2023-2024)
- Marco Armellino (2024-)

### Contributo alle Nazionali
Italia

Fernando De Napoli

L'unico giocatore dell'Avellino a disputare un Mondiale è stato Fernando De Napoli, con 4 presenze a Messico '86 più un'altra presenza in amichevole premondiale contro la Cina; vanta inoltre 14 presenze e un gol nella Nazionale Under-21.
Con gli azzurrini hanno giocato anche Gabriele Paonessa, Giampaolo Parisi e Francesco Gazzaneo. Gli anni '90 videro invece Ivano Della Morte e Aniello Parisi indossare rispettivamente la casacca dell'Under-17 e quella dell'Under-18 durante la loro militanza in biancoverde.
Durante i primi anni 2000 Antonio Nocerino e Tonino Sorrentino difendono i colori dell'Under-19 mentre Marco Vianello venne chiamato a giocare per l'Under-20 il Torneo Quattro Nazioni 2002-2003 che vinse e in cui andò a segno il 30 aprile a Varese contro la Svizzera; nello stesso decennio vestirono le maglie delle nazionali giovanili italiane anche Armando Visconti, Francesco Della Rocca e Andrea Masiello sempre per quanto riguarda l'Under-20 e Antonio Nocerino indossò quella dell'Under-19.
Negli anni 2010 i convocati azzurri tesserati per l'Avellino sono stati Davide Zappacosta, Marcello Trotta, Davide Biraschi e Daniele Verde nell'Under-21 più Luca Bittante e Marco Chiosa nella Under-20 oltre a Domenico Cuomo nell'Under-16.
Altre Nazionali

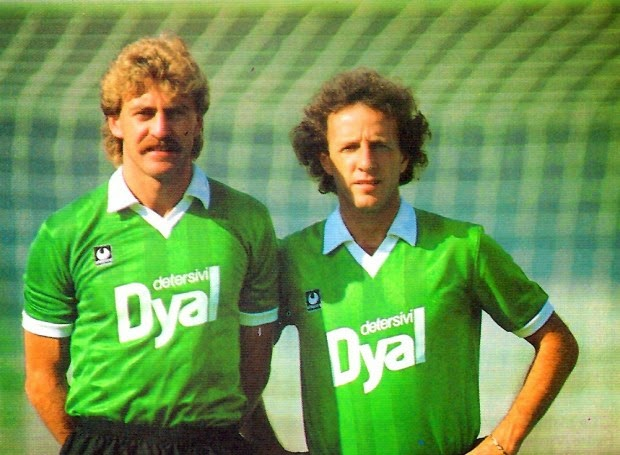
Walter Schachner e Dirceu

Nel decennio d'oro degli irpini in Serie A (1978-1988) sono stati diversi i calciatori in biancoverde che hanno vestito la maglia della propria nazionale: il argentino Ramón Díaz, il brasiliano Dirceu, il peruviano Gerónimo Barbadillo, l'austriaco Walter Schachner, il greco Nikos Anastopoulos e il danese Søren Skov.
Negli anni 2000 hanno vestito i colori del proprio paese il bielorusso Vitali Kutuzov, il lituano Tomas Danilevičius, l'honduregno León, l'ivoriano Serge Dié, il gabonese Willy Aubameyang, l'ungherese Tamás Vaskó e Rocco Placentino che giocò con la Nazionale olimpica canadese.
Negli anni 2010 l'Avellino ha portato al debutto nella propria nazionale il bulgaro Andrej Gălăbinov, Rodrigo Ely nella Nazionale olimpica verdeoro e Samuel Bastien in Under-21 belga. Oltre a loro hanno rappresentetato i rispettivi paesi anche Ionuț Andrei Radu, Boris Radunović, Berat Djimsiti e Idrissa Camará vestendo rispettivamente la maglia della Under-21 romena, di quella serba, della nazionale albanese e quella della Guinea-Bissau.
Presenze di tesserati nella rispettiva Nazionale maggiore durante la militanza in biancoverde
| Paese          | Giocatore           |
| -------------- | ------------------- |
| Albania        | Berat Djimsiti      |
| Austria        | Walter Schachner    |
| Bielorussia    | Vitali Kutuzov      |
| Brasile        | Dirceu              |
| Bulgaria       | Andrej Gălăbinov    |
| Costa d'Avorio | Serge Dié           |
| Danimarca      | Søren Skov          |
| Gabon          | Willy Aubameyang    |
| Grecia         | Nikos Anastopoulos  |
| Guinea-Bissau  | Idrissa Camará      |
| Honduras       | León                |
| Italia         | Fernando De Napoli  |
| Lituania       | Tomas Danilevičius  |
| Perù           | Gerónimo Barbadillo |
| Ungheria       | Tamás Vaskó         |

Presenze di tesserati nella rispettiva Nazionale giovanile durante la militanza in biancoverde
| Paese    | Giocatore             |
| -------- | --------------------- |
| Belgio   | Samuel Bastien        |
| Brasile  | Rodrigo Ely           |
| Canada   | Rocco Placentino      |
| Colombia | Jherson Vergara       |
| Italia   | Davide Biraschi       |
| Italia   | Luca Bittante         |
| Italia   | Marco Chiosa          |
| Italia   | Domenico Cuomo        |
| Italia   | Ivano Della Morte     |
| Italia   | Francesco Della Rocca |
| Italia   | Fernando De Napoli    |
| Italia   | Francesco Gazzaneo    |
| Italia   | Riccardo Marchizza    |
| Italia   | Andrea Masiello       |
| Italia   | Antonio Nocerino      |
| Italia   | Gabriele Paonessa     |
| Italia   | Aniello Parisi        |
| Italia   | Giampaolo Parisi      |
| Italia   | Tonino Sorrentino     |
| Italia   | Marcello Trotta       |
| Italia   | Daniele Verde         |
| Italia   | Marco Vianello        |
| Italia   | Armando Visconti      |
| Italia   | Davide Zappacosta     |
| Romania  | Ionuț Andrei Radu     |
| Serbia   | Boris Radunović       |
| Svizzera | Saulo Decarli         |
| Ungheria | Vladimir Koman        |
| Ungheria | Lóránd Szatmári       |

## Palmarès

### Competizioni nazionali
- Serie C: 2

1972-1973 (girone C), 2024-2025 (girone C)
- Serie C1: 1

2002-2003 (girone B)
- Lega Pro Prima Divisione: 1

2012-2013 (girone B)
- Supercoppa di Serie C: 1

2013
- Serie D: 3

1961-1962 (girone F), 1963-1964 (girone E), 2018-2019 (girone G)
- Scudetto Serie D: 1

2018-2019

### Competizioni giovanili
- Coppa Italia Primavera: 2

1981-1982, 1990-1991
- Campionato nazionale Dante Berretti: 2

1986-1987, 1995-1996
- Campionato Primavera 3: 1

2023-2024

### Altre competizioni
- Torneo Estivo del 1986: 1

1986

### Onorificenze
- Stella d'oro al merito sportivo[79]

1979

## Statistiche e record

### Partecipazione ai campionati
| Livello | Categoria                                   | Partecipazioni | Debutto   | Ultima stagione | Totale |
| ------- | ------------------------------------------- | -------------- | --------- | --------------- | ------ |
| 1º      | Serie A                                     | 10             | 1978-1979 | 1987-1988       | 10     |
| 2º      | Serie B                                     | 20             | 1973-1974 | 2025-2026       | 20     |
| 3º      | Serie C                                     | 23             | 1945-1946 | 2024-2025       | 37     |
| 3º      | Serie C1                                    | 12             | 1992-1993 | 2006-2007       | 37     |
| 3º      | Lega Pro Prima Divisione                    | 2              | 2011-2012 | 2012-2013       | 37     |
| 4º      | Promozione                                  | 2              | 1949-1950 | 1951-1952       | 13     |
| 4º      | IV Serie                                    | 5              | 1952-1953 | 1956-1957       | 13     |
| 4º      | Campionato Interregionale - Prima Categoria | 1              | 1957-1958 | 1957-1958       | 13     |
| 4º      | Campionato Interregionale                   | 1              | 1958-1959 | 1958-1959       | 13     |
| 4º      | Lega Pro Seconda Divisione                  | 1              | 2010-2011 | 2010-2011       | 13     |
| 4º      | Serie D                                     | 3              | 1961-1962 | 2018-2019       | 13     |
| 5º      | Serie D                                     | 1              | 2009-2010 | 2009-2010       | 1      |

### Statistiche individuali

Díaz, miglior marcatore in Serie A, assieme al connazionale Maradona.

Simone Paolo Puleo, con 284 presenze all'attivo (di cui 246 in campionato), detiene il record di gare ufficiali disputate con la divisa dell'Avellino.
Il calciatore che detiene il record di marcature è Luigi Castaldo, 70 reti (di cui 65 in campionato). Raffaele Biancolino è il calciatore che ha messo a segno più reti in una sola annata, 25 (24 in campionato più 1 nei play-off) nella stagione 2006-2007. Il record di marcature in una sola stagione di Serie A appartiene all'argentino Ramón Díaz (10), in Serie B a Pasquale Luiso (19), in Serie C al già citato Biancolino (24) e nei campionati di IV Serie, Promozione e Serie D a Benito Brugnera e Gaetano Romano (21). Il pitone Biancolino detiene inoltre il record di promozioni in Serie B, conquistate con la maglia dell'Avellino: ben 4 fra il 2003 e il 2013.
Di seguito i primatisti di presenze e reti in campionato.
| Record di presenze - 251 Angelo D'Angelo (2009-2018) - 246 Simone Paolo Puleo (2000-2006, 2006-2007, 2009-2012) - 230 Elio Grappone (1952-1956, 1960-1963) - 216 Armo Agosto (1950-1958) - 193 Luigi Castaldo (2012-2018) - 183 Salvatore Di Somma (1977-1984) - 179 Roberto Amodio (1984-1990, 1999) | Record di reti - 65 Luigi Castaldo (2012-2018) - 52 Raffaele Biancolino (2003-2004, 2005-2007, 2012-2014) - 50 Carmine Ricciardi (1929-1932) 50 Livio Gennari (1945-1949) - 47 Nando Del Gaudio (1956-1957, 1959-1962) - 31 Fortunato Cesero (1967-1969) - 30 Lucio Mujesan (1964-1966) |

## Tifoseria

### Storia

I festeggiamenti per la prima promozione in Serie A (1978).

L'Avellino vanta, in proporzione alle dimensioni del proprio bacino di utenza, un seguito di tifosi molto numeroso. Lo zoccolo duro degli ultras irpini, in passato, era in città, ma ora anche nell'hinterland e nei piccoli paesi dell'Irpinia si è diffusa questa mentalità oltre che l'amore per la maglia biancoverde che coinvolge un gran numero di supporter.
Quella avellinese è stata, ed è tuttora, una tifoseria capace di fare grandi numeri e di competere alla pari con piazze molto più grandi; soprattutto in trasferta ha uno zoccolo duro abbastanza numeroso che garantisce sempre buone presenze al seguito dei lupi, a prescindere dai risultati. L'Avellino vanta numerosi tifosi anche fuori regione, in particolare nel centro-nord dove molti avellinesi sono emigrati per ragioni lavorative o di studio.

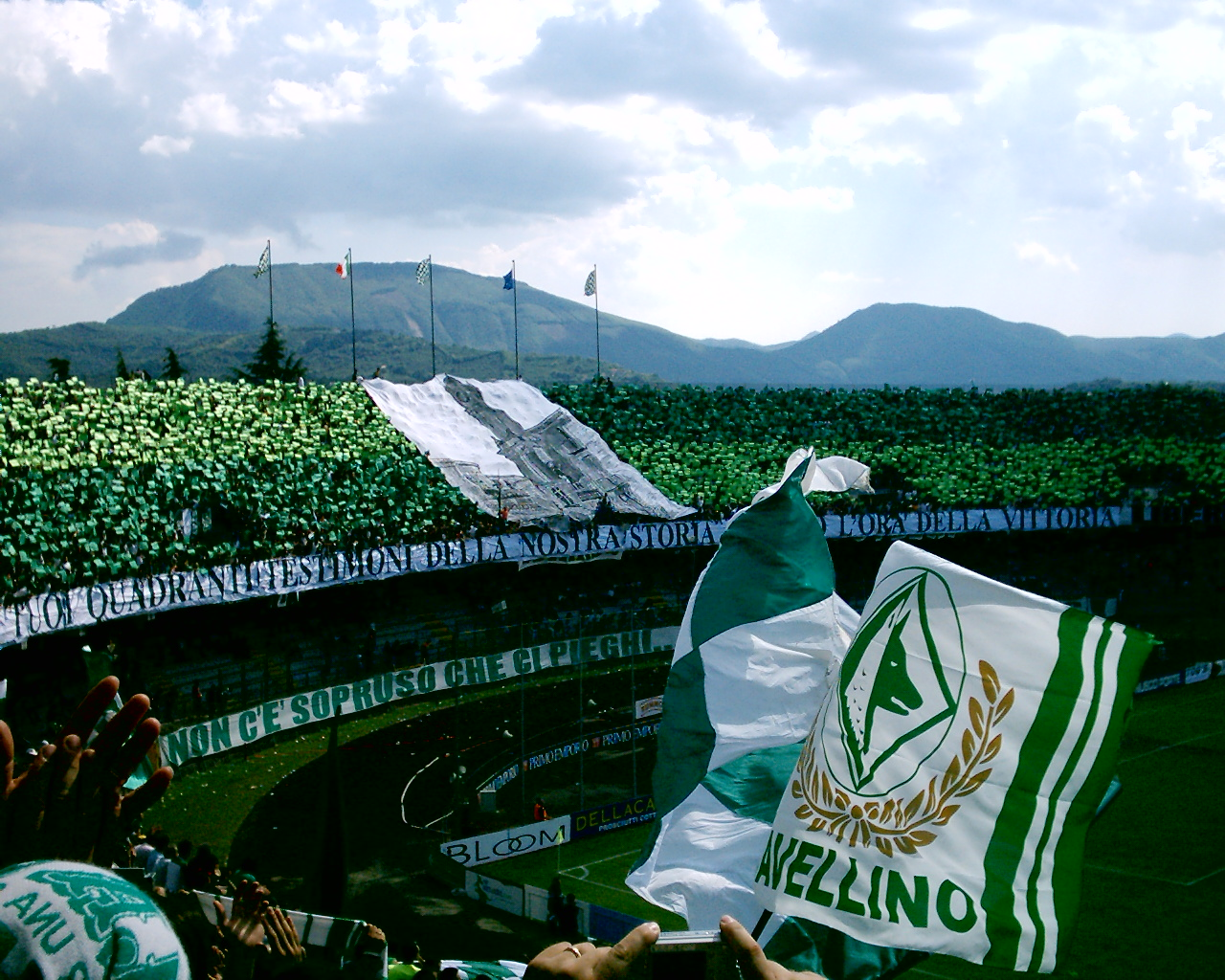
Scenografia della curva Sud del Partenio durante la finale play-off contro il Napoli (2005).

### Gemellaggi e rivalità

Il gemellaggio con i tifosi juventini (1985).

Durante gli anni 1980 si instaurarono dei saldi gemellaggi con i tifosi della Juventus, della Cavese, del Messina e della Nocerina, poi tutti sciolti a cavallo degli anni 1990 e 2000 per decisione del Direttivo Curva Sud avellinese; i rapporti con queste tifoserie restano comunque amichevoli, anche se, con i messinesi, l'amicizia più duratura degli irpini, nata in occasione di Catania-Avellino giocata al Celeste in campo neutro nel 1984, si sono sciolti i rapporti nel 2024. Forte inoltre è l'amicizia che lega la Curva Sud Avellino agli ultras della Curva Andrea Costa del Bologna. Altri rapporti di stima e rispetto si hanno con i tifosi di Casertana (concluso poi nel 2024), Frosinone, Sambenedettese e Scandone Avellino.
A livello internazionale, dal febbraio 2018 la Curva Sud Avellino si gemella con la North Side dell'ADO Den Haag, club de L'Aia. Proprio in virtù di tale gemellaggio, nella stagione 2020-2021 la società dedica la terza maglia ai colori sociali del club olandese, il giallo e il verde.
Tra le principali rivalità spicca quella con il Catania, che trova origine nei lontanissimi anni ’40, quando si verificò uno scandalo che sconvolse il campionato di Serie C. Altre inimicizie per gli ultras avellinesi si registrano con le tifoserie di Acireale, Ascoli, Bari, Battipagliese, Barletta, Benevento, Brescia,  Brindisi, Cosenza, Crotone, Ebolitana, Fidelis Andria, Foggia, Juve Stabia, Latina, Milazzo, Napoli, Padova, Pescara, Pisa, Reggina, Salernitana, Savoia, Siracusa, Taranto, Ternana, Torino, Turris, Verona, Roma e Vicenza.

## Organico

### Rosa 2025-2026
Rosa e numerazione aggiornate al 10 agosto 2025. 
| N. |                     | Ruolo | Calciatore                      |
| -- | ------------------- | ----- | ------------------------------- |
| 1  | Italia (bandiera)   | P     | Antony Iannarilli               |
| 2  | Italia (bandiera)   | D     | Gianmarco Todisco               |
| 4  | Italia (bandiera)   | C     | Antonio De Cristofaro           |
| 5  | Italia (bandiera)   | D     | Michele Rigione (vice capitano) |
| 6  | Italia (bandiera)   | C     | Luca Palmiero                   |
| 7  | Italia (bandiera)   | A     | Gennaro Tutino                  |
| 8  | Italia (bandiera)   | C     | Emmanuel Gyabuaa                |
| 9  | Italia (bandiera)   | A     | Cosimo Patierno                 |
| 10 | Italia (bandiera)   | A     | Raffaele Russo                  |
| 11 | Italia (bandiera)   | C     | Luca D’Andrea                   |
| 16 | Italia (bandiera)   | C     | Justin Kumi                     |
| 17 | Italia (bandiera)   | A     | Valerio Crespi                  |
| 20 | Norvegia (bandiera) | C     | Martin Palumbo                  |
| 21 | Italia (bandiera)   | C     | Marco Armellino (capitano)      |
| 23 | Italia (bandiera)   | D     | Andrea Cagnano                  |
| 24 | Grecia (bandiera)   | C     | Dimitrios Sounas                |
| 28 | Italia (bandiera)   | D     | Matteo Marchisano               |
| 29 | Italia (bandiera)   | D     | Tommaso Cancellotti             |

| N. |                      | Ruolo | Calciatore           |
| -- | -------------------- | ----- | -------------------- |
| 30 | Italia (bandiera)    | P     | Giovanni Daffara     |
| 32 | Argentina (bandiera) | A     | Facundo Lescano      |
| 33 | Italia (bandiera)    | C     | Giuseppe Panico      |
| 38 | Italia (bandiera)    | D     | Paolo Frascatore     |
| 39 | Italia (bandiera)    | C     | Michele Besaggio     |
| 44 | Croazia (bandiera)   | D     | Lorenco Šimić        |
| 45 | Italia (bandiera)    | P     | Pasquale Pane        |
| 56 | Italia (bandiera)    | D     | Patrick Enrici       |
| 57 | Italia (bandiera)    | A     | Alessandro Campanile |
| 77 | Italia (bandiera)    | P     | Leonardo Marson      |
| 78 | Venezuela (bandiera) | D     | Alessandro Milani    |
| 79 | Italia (bandiera)    | D     | Claudio Manzi        |
| 94 | Italia (bandiera)    | A     | Roberto Insigne      |
| 99 | Italia (bandiera)    | A     | Andrea Favilli       |
|    | Italia (bandiera)    | C     | Michele Rocca        |
|    | Italia (bandiera)    | A     | Salvatore Fusco      |
|    | Italia (bandiera)    | A     | Gabriele Gori        |
|    | Suriname (bandiera)  | A     | Daishawn Redan       |

### Staff tecnico
- Raffaele Biancolino - Allenatore
- Vincenzo Riccio - Vice allenatore
- Giovanni D'Agostino - Direttore tecnico
- Mario Aiello - Direttore sportivo
- Antonio Moscaritolo - Team manager
- Mariano Armonia - Area scouting
- Massimo Foria - Match analyst
- Pasquale Visconti - Preparatore dei portieri
- Vincenzo Melidona - Collaboratore tecnico
- Ciro Santangelo - Collaboratore tecnico
- Davide Santeramo - Collaboratore tecnico
- Luigi Gennarelli - Preparatore atletico
- Luigi Garofalo - Preparatore atletico e recupero infortuni
- Andrea Massa - Responsabile sanitario
- Carmine Blasi - Medico Sociale
- Enrico D'Andrea - Medico Sociale
- Luigi Napolitano - Medico Sociale
- Pasquale Maglio - Fisioterapista
- Alessandro Picariello - Massaggiatore
- Angelo Luca Ruzza - Consulente Nutrizionista
- Cristian Pollio - Consulente Oculista